# Orée d'Anjou
Orée d'Anjou est, depuis le 15 décembre 2015, une commune nouvelle française, située dans le département de Maine-et-Loire, en région Pays de la Loire.
Elle est issue de la fusion des neuf anciennes communes de l'ancienne communauté de communes du canton de Champtoceaux (qui elle-même était composée des mêmes neuf communes de l'ancien canton de Champtoceaux avant mars 2015).

## Géographie

### Localisation
| Le Cellier (Loire-Atlantique)          | Oudon (Loire-Atlantique)                              | Vair-sur-Loire Ancenis-Saint-Géréon (Loire-Atlantique) |
| Divatte-sur-Loire (Loire-Atlantique)   | Orée d'Anjou                                          | Mauges-sur-Loire                                       |
| Le Loroux-Bottereau (Loire-Atlantique) | La Boissière-du-Doré La Remaudière (Loire-Atlantique) | Montrevault-sur-Èvre                                   |

### Climat
Pour des articles plus généraux, voir Climat des Pays de la Loire et Climat de Maine-et-Loire.
En 2010, le climat de la commune est de type climat océanique altéré, selon une étude du CNRS s'appuyant sur une série de données couvrant la période 1971-2000. En 2020, Météo-France publie une typologie des climats de la France métropolitaine dans laquelle la commune est exposée à un climat océanique et est dans la région climatique Bretagne orientale et méridionale, Pays nantais, Vendée, caractérisée par une faible pluviométrie en été et une bonne insolation.
Pour la période 1971-2000, la température annuelle moyenne est de 11,4 °C, avec une amplitude thermique annuelle de 13,9 °C. Le cumul annuel moyen de précipitations est de 784 mm, avec 12,5 jours de précipitations en janvier et 6,6 jours en juillet. Pour la période 1991-2020, la température moyenne annuelle observée sur la station météorologique de Météo-France la plus proche, sur la commune de Nort-sur-Erdre à 21 km à vol d'oiseau, est de 12,4 °C et le cumul annuel moyen de précipitations est de 760,4 mm,. Pour l'avenir, les paramètres climatiques de la commune estimés pour 2050 selon différents scénarios d'émission de gaz à effet de serre sont consultables sur un site dédié publié par Météo-France en novembre 2022.

## Urbanisme

### Typologie
Au 1er janvier 2024, Orée d'Anjou est catégorisée bourg rural, selon la nouvelle grille communale de densité à sept niveaux définie par l'Insee en 2022.
Elle appartient à l'unité urbaine d'Orée d'Anjou, une unité urbaine monocommunale constituant une ville isolée,. Par ailleurs la commune fait partie de l'aire d'attraction d'Ancenis-Saint-Géréon, dont elle est une commune de la couronne,. Cette aire, qui regroupe 12 communes, est catégorisée dans les aires de 50 000 à moins de 200 000 habitants,.

## Toponymie
Le terme d'« Orée » traduit le fait que la nouvelle commune est située à la lisière de l'Anjou, les communes situées à l'ouest et au nord se trouvant en Bretagne historique. Le nouveau toponyme fut choisi par un vote des élus des neuf conseils municipaux concernés, réunis en assemblée, parmi dix noms proposés sélectionnés sur 200 noms qui avaient été proposés par des habitants.
Si l'arrêté préfectoral portant création de la commune utilise la graphie « Orée d'Anjou », la municipalité a quant à elle recours à la graphie « Orée-d'Anjou »,.

## Histoire
La commune nouvelle d'Orée d'Anjou naît de la fusion des 9 communes de la communauté de communes du canton de Champtoceaux, à savoir Bouzillé, Champtoceaux, Drain, Landemont, Liré, Saint-Christophe-la-Couperie, Saint-Laurent-des-Autels, Saint-Sauveur-de-Landemont et La Varenne, après les délibérations favorables des conseils municipaux intervenues entre le 1er et le 8 juillet 2015, et qui deviennent communes déléguées au sein de la commune nouvelle. Son chef-lieu est fixé au chef-lieu de la commune déléguée de Champtoceaux.

## Politique et administration

### Administration municipale
| Période          | Période     | Identité     | Étiquette   | Qualité |
| ---------------- | ----------- | ------------ | ----------- | --- |
| 15 décembre 2015 | 26 mai 2020 | André Martin | LR          | Ancien président de la CC du canton de Champtoceaux (2008 → 2015)                                                            |
| 26 mai 2020      | juin 2022   | Aline Bray   | DVD         | Cadre en entreprise Conseillère départementale de Mauges-sur-Loire (2015 → )                                                 |
| 26 juin 2022     | En cours    | André Martin | LR puis DVD | Professeur de droit certifié Conseiller régional des Pays de la Loire (2015 → ) Vice-président du conseil régional (2017 → ) |

Depuis les élections municipales de 2020, le conseil municipal est composé de 53 sièges. Avant cette date, la commune nouvelle était administrée par un conseil municipal constitué de l'ensemble des membres des conseils municipaux des anciennes communes.
En juin 2022, après la démission de plus d'un tiers des membres du conseil municipal, une élection partielle est organisée et oppose la liste « Rassemblés pour Orée-d'Anjou » conduite par l'ancien maire André Martin et la liste « Nouvel élan pour Orée-d'Anjou » dirigée par Guylène Leservoisier, cheffe de file de l'opposition. M. Martin remporte le scrutin avec 65,02 % des voix et 44 sièges contre 34,98 % et 9 sièges pour Mme Leservoisier.

### Communes déléguées
| Nom                          | Code Insee | Intercommunalité  | Superficie (km2) | Population (dernière pop. légale) | Densité (hab./km2) |
| ---------------------------- | ---------- | ----------------- | ---------------- | --------------------------------- | ------------------ |
| Champtoceaux (siège)         | 49069      | Mauges Communauté | 15,54            | 2 922 (2024)                      | 188                |
| Bouzillé                     | 49040      | Mauges Communauté | 18,39            | 1 508 (2013)                      | 82                 |
| Drain                        | 49126      | Mauges Communauté | 19,05            | 2 089 (2013)                      | 110                |
| Landemont                    | 49172      | Mauges Communauté | 18,67            | 1 726 (2013)                      | 92                 |
| Liré                         | 49177      | Mauges Communauté | 31,81            | 2 494 (2013)                      | 78                 |
| Saint-Christophe-la-Couperie | 49270      | Mauges Communauté | 8,29             | 850 (2013)                        | 103                |
| Saint-Laurent-des-Autels     | 49296      | Mauges Communauté | 18,55            | 2 286 (2013)                      | 123                |
| Saint-Sauveur-de-Landemont   | 49320      | Mauges Communauté | 11,69            | 923 (2013)                        | 79                 |
| La Varenne                   | 49360      | Mauges Communauté | 14,35            | 1 736 (2013)                      | 121                |

## Population et société

### Démographie

#### Évolution démographique
L'évolution du nombre d'habitants est connue à travers les recensements de la population effectués dans la commune depuis sa création.

En 2022, la commune comptait 16 975 habitants, en évolution de +3,99 % par rapport à 2016 (Maine-et-Loire : +2,12 %, France hors Mayotte : +2,11 %).
| 2016   | 2021   | 2022   |
| ------ | ------ | ------ |
| 16 324 | 16 709 | 16 975 |

#### Pyramide des âges
La population de la commune est relativement jeune. En 2018, le taux de personnes d'un âge inférieur à 30 ans s'élève à 37,4 %, soit un taux supérieur à la moyenne départementale (37,2 %). À l'inverse, le taux de personnes d'un âge supérieur à 60 ans (21,4 %) est inférieur au taux départemental (25,6 %).
En 2018, la commune comptait 8 198 hommes pour 8 156 femmes, soit un taux de 50,13 % d'hommes, supérieur au taux départemental (48,63 %).
Les pyramides des âges de la commune et du département s'établissent comme suit :
| Hommes | Classe d’âge | Femmes |
| ------ | ------------ | ------ |
| 0,5    | 90 ou +      | 1,8    |
| 5,6    | 75-89 ans    | 8,2    |
| 13,7   | 60-74 ans    | 13,0   |
| 19,4   | 45-59 ans    | 18,5   |
| 22,8   | 30-44 ans    | 21,8   |
| 15,3   | 15-29 ans    | 13,9   |
| 22,8   | 0-14 ans     | 22,8   |

| Hommes | Classe d’âge | Femmes |
| ------ | ------------ | ------ |
| 0,9    | 90 ou +      | 2,1    |
| 7      | 75-89 ans    | 9,5    |
| 16,2   | 60-74 ans    | 16,9   |
| 19,4   | 45-59 ans    | 18,7   |
| 18,2   | 30-44 ans    | 17,5   |
| 18,8   | 15-29 ans    | 17,6   |
| 19,5   | 0-14 ans     | 17,6   |

## Culture locale et patrimoine

### Lieux et monuments
- Musée Joachim-Du-Bellay à Liré
- Fours à chaux du Fossé-Neuf et Sainte-Catherine
- Musée du vieux Châteauceaux (Champtoceaux)